# Fernando Gordillo
Fernando Gordillo Escudero (Madrid, 1933 - 5 de junio de 2015) fue un fotógrafo español que formó parte de la Escuela de Madrid y del movimiento de renovación de la fotografía en España en la segunda mitad del siglo XX.

## Biografía
En su juventud sus padres le regalaron una cámara fotográfica comprada en Alemania y realizó cursos en diferentes países. En 1953 comenzó a trabajar como fotógrafo freelance. Pronto entró en contacto con miembros de la Real Sociedad Fotográfica y de la Agrupación Fotográfica de Guadalajara.
Entre 1960 y 1970 realizó reportaje del pueblo de Pedro Bernardo ofreciendo una imagen idílica del mismo. También colaboró en las revistas Arte Fotográfico e Imagen y Sonido.
En 1963 entró a formar parte del grupo La Palangana creado en 1957 por Gabriel Cualladó, Leonardo Cantero y Francisco Gómez.
En 1972 fue el primer director de la revista fotográfica Cuadernos de Fotografía que disponía de un consejo editorial formado casi en exclusiva por miembros de la Escuela de Madrid: Gabriel Cualladó, Francisco Gómez, Leonardo Cantero, Gerardo Vielba, Pedro Pascual y Fernando de Giles.
A lo largo de su trayectoria recibió diversos premios, uno de los últimos fue el "Premio Villa de Madrid de Fotografía" de 1997.